# Guy Sasson
Guy Sasson (n. 1980, Ramat Gan, Israel) este un sportiv ce a reprezentat Israel. A participat la competiții asociate Jocurilor Olimpice în care a câștigat o medalie de bronz.